# Javier Weyler
 (juin 2023).
Si vous disposez d'ouvrages ou d'articles de référence ou si vous connaissez des sites web de qualité traitant du thème abordé ici, merci de compléter l'article en donnant les références utiles à sa vérifiabilité et en les liant à la section « Notes et références ».
Pour les articles homonymes, voir Weyler (homonymie).
Javier Weyler (né le 3 juillet 1975 à Buenos Aires) est le batteur du groupe rock gallois Stereophonics. Il vécut principalement à Caracas, au Venezuela, avant de maintenant résider à Londres.

## Stereophonics
Il a rejoint le groupe juste après le départ de Stuart Cable, l'un des membres fondateurs du groupe avec Kelly Jones et Richard Jones. Kelly Jones explique que « le groupe était dans ce club rock, tout le monde prenait du bon temps et le proprio nous a invité à une soirée privée dans une maison où des musiciens jouaient sur 3 étages. On connaissait déjà Javier de Londres où il travaillait dans un studio de Fulham et a assisté aux démos de l'album You Gotta Go There To Come Back ». C’est donc lui que l'on retrouve sur les albums Language. Sex. Violence. Other?, Live from Dakota ainsi que sur le dernier opus des Stereophonics Pull the Pin.

## Capitan Melao
Javier travaille actuellement sur un projet personnel, intitulé Capitan Melao. Celui-ci lui permet de mettre en avant tout son talent puisqu'on le retrouve pratiquement à toutes les commandes (voix, guitare, batterie, basse...). Dans cet album les chansons sont fortement inspirées de sa vie.
En résumé, « Capitan Melao a la séduction de la Bossa nova, la douleur du Bolero, la colère du Rock et les mots d'un poète découragé cherchant toujours l'amour, qu'il a eu puis perdu » (Capitan Melao).
Mi-février, Javier a indiqué qu'il profité de son temps libre pour travailler sur de nouvelles chansons sur son projet, entre autres choses.

## London Marathon 2009
Javier a participé au London Marathon 2009 avec son frère, au profit de l'organisme Cancer Research UK.